# Sponsparenchym

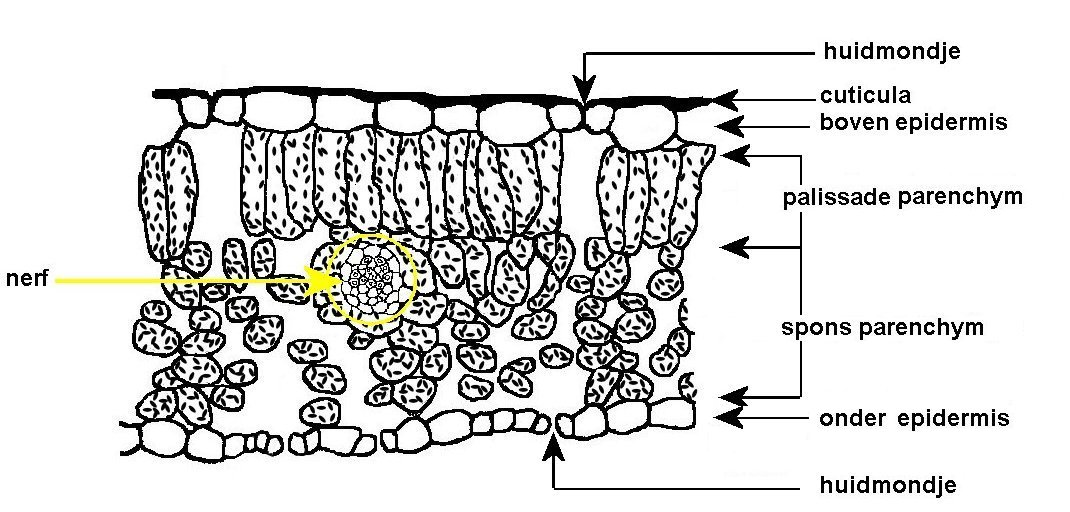
dwarsdoorsnede standaardblad

Het sponsparenchym is de laag onder het palissadeparenchym van het bladmoes en bestaat uit sponsachtig weefsel bestaande uit min of meer ronde cellen. Aan de onderkant ligt de onderepidermis. De huidmondjes vormen de verbinding tussen de buitenlucht en het sponsparenchym. Tussen de sponsparenchymcellen zitten grote intercellulaire ruimten. Ook de vaatbundels (nerven) voor de aan- en afvoer van stoffen liggen in het sponsparenchym.
Het sponsparenchym zorgt voor de gaswisseling van zuurstof, koolzuurgas en waterdamp en speelt een belangrijke rol in de aanvoer van water en de afvoer van door de fotosynthese gevormde suikers. Door de intercellulaire ruimten is er een groot uitwisselingsoppervlak.
Sponsparenchymcellen bevatten ongeveer 3-4 keer minder bladgroenkorrels dan de palissadenparenchymcellen.
Het sponsparenchym kaatst het infrarode licht terug, terwijl de bladgroenkorrels het groene licht terugkaatsen.